# Левенворт (Канзас)
Левенворт (англ. Leavenworth) — місто (англ. city) в США, в окрузі Лівенворт штату Канзас. Населення — 37 351 особа (2020).

## Географія
Левенворт розташований за координатами 39°19′22″ пн. ш. 94°55′30″ зх. д. / 39.32278° пн. ш. 94.92500° зх. д. (39.322717, -94.925013).  За даними Бюро перепису населення США в 2010 році місто мало площу 62,32 км², з яких 62,27 км² — суходіл та 0,05 км² — водойми.

### Клімат
| Клімат : Левенворт                                     | Клімат : Левенворт | Клімат : Левенворт | Клімат : Левенворт | Клімат : Левенворт | Клімат : Левенворт | Клімат : Левенворт | Клімат : Левенворт | Клімат : Левенворт | Клімат : Левенворт | Клімат : Левенворт | Клімат : Левенворт | Клімат : Левенворт | Клімат : Левенворт |
| Показник                                               | Січ.               | Лют.               | Бер.               | Квіт.              | Трав.              | Черв.              | Лип.               | Серп.              | Вер.               | Жовт.              | Лист.              | Груд.              | Рік                |
| Абсолютний максимум, °C                                | 23,3               | 27,2               | 30,6               | 33,9               | 36,1               | 41,1               | 43,3               | 42,2               | 40,0               | 35,0               | 28,9               | 21,1               | 43,3               |
| Середній максимум, °C                                  | 3,9                | 7,2                | 13,3               | 19,4               | 24,4               | 29,4               | 32,2               | 31,1               | 26,7               | 20,0               | 12,2               | 5,0                | 18,8               |
| Середня температура, °C                                | −1,7               | 1,1                | 6,7                | 12,8               | 18,3               | 23,3               | 26,1               | 25,0               | 20,0               | 13,9               | 6,7                | 0,0                | 12,7               |
| Середній мінімум, °C                                   | −7,2               | −4,4               | 0,6                | 6,1                | 12,2               | 17,2               | 20,6               | 19,4               | 13,9               | 7,8                | 0,6                | −5                 | 6,9                |
| Абсолютний мінімум, °C                                 | −27,2              | −28,3              | −23,3              | −15,6              | −2,8               | 5,6                | 7,2                | 5,0                | −1,1               | −7,8               | −18,9              | −32,8              | −32,8              |
| Норма опадів, мм                                       | 26                 | 39                 | 70                 | 103                | 137                | 150                | 132                | 114                | 122                | 96                 | 62                 | 40                 | 1091               |
| Днів з опадами                                         | 4,7                | 5,1                | 7,9                | 8,9                | 11,2               | 9,9                | 7,5                | 8,0                | 7,6                | 7,3                | 6,4                | 5,2                | 89,7               |
| Днів зі снігом                                         | 2,3                | 2,3                | 0,8                | 0                  | 0                  | 0                  | 0                  | 0                  | 0                  | 0                  | 0,4                | 2,1                | 7,9                |
| ------------------------------------------------------ | ------------------ | ------------------ | ------------------ | ------------------ | ------------------ | ------------------ | ------------------ | ------------------ | ------------------ | ------------------ | ------------------ | ------------------ | ------------------ |
| Джерело: National Weather Service; The Weather Channel |                    |                    |                    |                    |                    |                    |                    |                    |                    |                    |                    |                    |                    |

## Демографія
Згідно з переписом 2010 року, у місті мешкала 35 251 особа в 12 256 домогосподарствах у складі 8129 родин. Густота населення становила 566 осіб/км².  Було 13670 помешкань (219/км²).
Расовий склад населення:
| - 75,4 % — білих - 15,1 % — чорних або афроамериканців - 1,8 % — азіатів - 0,9 % — корінних американців - 0,2 % — вихідців з тихоокеанських островів - 2,0 % — осіб інших рас |

До двох чи більше рас належало 4,6 %. Частка іспаномовних становила 8,1 % від усіх жителів.
За віковим діапазоном населення розподілялося таким чином: 26,0 % — особи молодші 18 років, 64,0 % — особи у віці 18—64 років, 10,0 % — особи у віці 65 років та старші. Медіана віку мешканця становила 34,8 року. На 100 осіб жіночої статі у місті припадало 116,8 чоловіків;  на 100 жінок у віці від 18 років та старших — 119,1 чоловіків також старших 18 років.
Середній дохід на одне домашнє господарство  становив 65 036 доларів США (медіана — 52 785), а середній дохід на одну сім'ю — 76 966 доларів (медіана — 67 754). Медіана доходів становила 47 793 долари для чоловіків та 36 490 доларів для жінок. За межею бідності перебувало 16,4 % осіб, у тому числі 23,3 % дітей у віці до 18 років та 10,8 % осіб у віці 65 років та старших.
Цивільне працевлаштоване населення становило 13 464 особи. Основні галузі зайнятості: освіта, охорона здоров'я та соціальна допомога — 29,0 %, публічна адміністрація — 17,5 %, роздрібна торгівля — 12,6 %, мистецтво, розваги та відпочинок — 9,6 %.